# 月刊!検定パンチ
『月刊！検定パンチ』（げっかんけんていぱんち）は、2007年10月27日から2008年2月23日までフジテレビで放送された検定情報クイズ番組である。
レギュラー版は毎月第4土曜日の13:30 - 15:26（JST）に放送され、今はやりのご当地検定や、世の中にあるさまざまな「検定」をまるごとバラエティにしたものとなっている。また2007年12月22日には19:00 - 20:54のゴールデンタイムにて「ふるさと検定スペシャル」を放送、13.9%の視聴率を記録した。

## 放送日
1. 2007年10月27日　検定エリア「千葉県」
2. 2007年11月24日　検定エリア「愛知県」
3. 2007年12月22日（事前特番14：30-16：00、「ふるさと検定スペシャル」19:00-20:54）
4. 2008年1月12日（「別冊!検定パンチinハワイ」16:04-17:30）
5. 2008年2月23日　検定エリア「伊豆」

## 出演者

### レギュラー放送
司会
- おぎやはぎ
- 関根麻里

スタジオゲスト
- 山田五郎
- 室井佑月
- デーブ・スペクター
- レッド吉田(TIM)
- 山本梓
- 金村義明

など
ナレーション
- 杉本るみ
- 立木文彦

### 特別番組
司会
- 片平なぎさ
- おぎやはぎ
- 小島奈津子

ゲスト
- 渡辺正行
- 南明奈
- YOU
- 柳沢慎吾
- 千原ジュニア
- 和希沙也
- 北斗晶
- 佐々木健介

VTRゲスト
- 五木ひろし
- 榊原郁恵
- 高田延彦
- 山村紅葉

VTRリポーター
- おぎやはぎ
- ビビる大木
- レッド吉田
- 中村仁美（当時フジテレビアナウンサー）
- 生野陽子（フジテレビアナウンサー）

## 主なコーナー
「ふるさと検定」
「日本一検定」
「検定ハンター」

## スタッフ
- 企画 : 八木祐子（フジテレビ編成部）
- 監修 : 〆谷浩斗
- 構成 : 金森直哉、コバヤシマナブ、岡田浩
- TP : 辻本豊
- SW : 竹内弘佳、片平哲也
- CAM : 若林茂人
- VE : 中井章晴、若林洋子
- AUD : 吹野真穏
- CA : 丸山誓
- LD : 斉藤浩一
- ロケENG : 永妻満、高木鋭作
- 美術プロデューサー : 上村正三
- デザイン : 楠川浩之、竹中健
- 美術進行 : 横守剛、椛田学
- 電飾 : 斉藤誠二
- 大道具 : 浅見大
- アクリル装飾 : 渋谷哲也
- マルチ : 上福更記
- メイク : 富永智子、原田妃佳留
- 編集 : 一瀬賢司
- MA : 水野学
- 音効 : 大田光則、福永真弓
- CG : 前川陽介、尾崎麻里
- 広報 : 小出和人
- リサーチ : フリード
- TK : 岡田紗代子
- AP : 古賀リュスウケ、碓氷陽子
- AD : 吉野孝俊、杉本美雪
- ディレクター : 丸林徳昭、水野英明、土屋ダイジ、柴田琢朗、山本結城、大岩タカユキ、大橋豪
- 総合演出 : 青山速己
- プロデューサー : 永盛健之
- 制作協力 : D:COMPLEX
- 制作著作 : フジテレビ